# فضل‌آباد (کمیجان)
فضل‌آباد روستایی در دهستان وفس بخش مرکزی شهرستان کمیجان استان مرکزی ایران است.

## جمعیت
بر پایه سرشماری عمومی نفوس و مسکن در سال ۱۳۹۰ جمعیت این روستا ۵۹۰ نفر (در ۱۸۱ خانوار) بوده است.

## مشخصات منطقه‌ای
روستای فضل‌آباد طبق تقسیمات اخیر کشوری، ازتوابع دهستان وفس وبخش مرکزی شهرستان کمیجان می‌باشد. این روستا بامختصات جغرافیایی ۴۹درجه و ۲۹دقیقه طول شرقی و۳۴درجه و۸۱دقیقه عرض شمالی در شمال غربی استان مرکزی قراردارد. فاصله روستای فضل‌آباد تا کمیجان ۵ کیلومتر می‌باشد.